# Pleonectria pinicola
Pleonectria pinicola är en svampart som beskrevs av Kirschst. 1906. Pleonectria pinicola ingår i släktet Pleonectria och familjen Nectriaceae.   Inga underarter finns listade i Catalogue of Life.